# Aegialia kelsoi
Aegialia kelsoi är en skalbaggsart som beskrevs av Gordon och Cartwright 1988. Aegialia kelsoi ingår i släktet Aegialia och familjen Aegialiidae. Inga underarter finns listade i Catalogue of Life.